# Aulnoy-sur-Aube
Aulnoy-sur-Aube ist eine französische Gemeinde mit 58 Einwohnern (Stand 1. Januar 2022) im Département Haute-Marne in der Region Grand Est. Sie gehört zum Kanton Villegusien-le-Lac und zum Arrondissement Langres. 

## Geografie
Die Gemeinde Aulnoy-sur-Aube liegt an der oberen Aube, etwa 25 Kilometer westsüdwestlich von Langres. Sie ist umgeben von folgenden Nachbargemeinden:
| Arbot           |                                             | Saint-Loup-sur-Aujon |
|                 | Kompassrose, die auf Nachbargemeinden zeigt | Bay-sur-Aube         |
| Colmier-le-Haut | Germaines                                   |                      |

## Bevölkerungsentwicklung
| Jahr                       | 1962 | 1968 | 1975 | 1982 | 1990 | 1999 | 2008 | 2018 |
| -------------------------- | ---- | ---- | ---- | ---- | ---- | ---- | ---- | ---- |
| Einwohner                  | 62   | 40   | 47   | 57   | 49   | 47   | 59   | 53   |
| Quellen: Cassini und INSEE |      |      |      |      |      |      |      |      |